# Шолль, Мехмет
Мехме́т Шолль (нем. Mehmet Scholl), при рождении Мехме́т Ю́ксель (тур. Mehmet Yüksel; род. 16 октября 1970[…], Карлсруэ, Баден-Вюртемберг, ФРГ) — немецкий футболист, полузащитник, восьмикратный чемпион Германии по футболу. Закончил карьеру после чемпионата сезона 2006/07. Большую часть карьеры провёл в «Баварии», за которую забил 87 голов.

## Биография
Мехмет Шолль родился 16 октября 1970 года в городе Карлсруэ (регион Баден-Вюртемберг, Федеративная Республика Германии (ФРГ), ныне Германия). Отец был турком, а мать немкой. Когда Мехмет был ещё маленьким, его родители развелись. Вскоре мать вышла замуж во второй раз, теперь за немца, и семья приняла новую фамилию — Шолль.
После завершения карьеры на протяжении нескольких лет работал футбольным комментатором на телеканале Das Erste, однако контракт с ним был расторгнут из-за отказа Шолля во время Кубка конфедераций 2017 обсуждать слухи о допинге в российском футболе.

## Футбольная карьера
Свою профессиональную карьеру начал в 1989 году в футбольном клубе «Карлсруэ», выпускником которого он и является (в период с 1976 по 1982 играл в академии клуба «Нордвест»). Профессиональный дебют состоялся в апреле 1990 года в матче против команды «Кёльн». В общей сложности в составе «Карлсруэ» сыграл в 58 матчах и забил 11 голов.

## Переход в мюнхенскую «Баварию»
В 1992 году 22-летний полузащитник Мехмет Шолль переходит в «Баварию Мюнхен». В первом же сезоне за новый клуб футболист оформил 31 полезное действие (голы и голевые передачи). В средствах массовой информации он был назван «подростковым футбольным идолом». В составе «баварцев» стал восьмикратным чемпионом Германии. В общей сложности в период с 1992 по 2007 год в «Баварии» завоевал 20 трофеев. Здесь же была достигнута победа в Лиге чемпионов в 2001 году.

## Международная карьера
В 1995 году Шолль стал игроком национальной команды, а на следующий год выиграл чемпионат Европы в Англии. До этого выступал в составе молодёжной сборной Германии до 21 года (5 матчей и 3 гола). В финальном противостоянии ЧЕ-1996 против Чехии провёл на поле 69 минут, после чего был заменён на Оливера Бирхоффа, который впоследствии стал автором золотого гола. Чемпионат мира 1998 года во Франции полузащитник пропустил из-за конфликта с главным тренером Берти Фогтсом. Несмотря на хорошие показатели в чемпионате, Шолль не попал в заявку на мундиаль. Принимал участие в чемпионате Европы 2000 года в Бельгии и Нидерландах, где забил единственный гол сборной Германии в матче группового этапа против Румынии.
Из-за травмы пропустил чемпионат мира 2002 года.

## Достижения
«Бавария»
- Чемпион Германии (8): 1994, 1997, 1999, 2000, 2001, 2003, 2005, 2006
- Обладатель Кубка Германии (5): 1998, 2000, 2003, 2005, 2006
- Обладатель Суперкубка Германии (4): 1997, 1998, 1999, 2000
- Обладатель Кубка УЕФА: 1996
- Победитель Лиги Чемпионов УЕФА: 2001
- Победитель Межконтинентального кубка: 2001

Сборная Германии
- Чемпион Европы: 1996

## Личная жизнь
Мехмет Шолль является кузеном известного художника Яна-Майкла Рихтера. Сын Мехмета — Лукас-Юлиан (1996) долгое время играл в составе молодёжки «Баварии Мюнхен», в настоящее время выступает в четвёртом дивизионе Германии в составе «Вокер Нордхаузен» (Северо-восточная региональная лига).
Не исповедует никакой религии, но следует буддийским принципам.